# Ober-Sankt-Veit

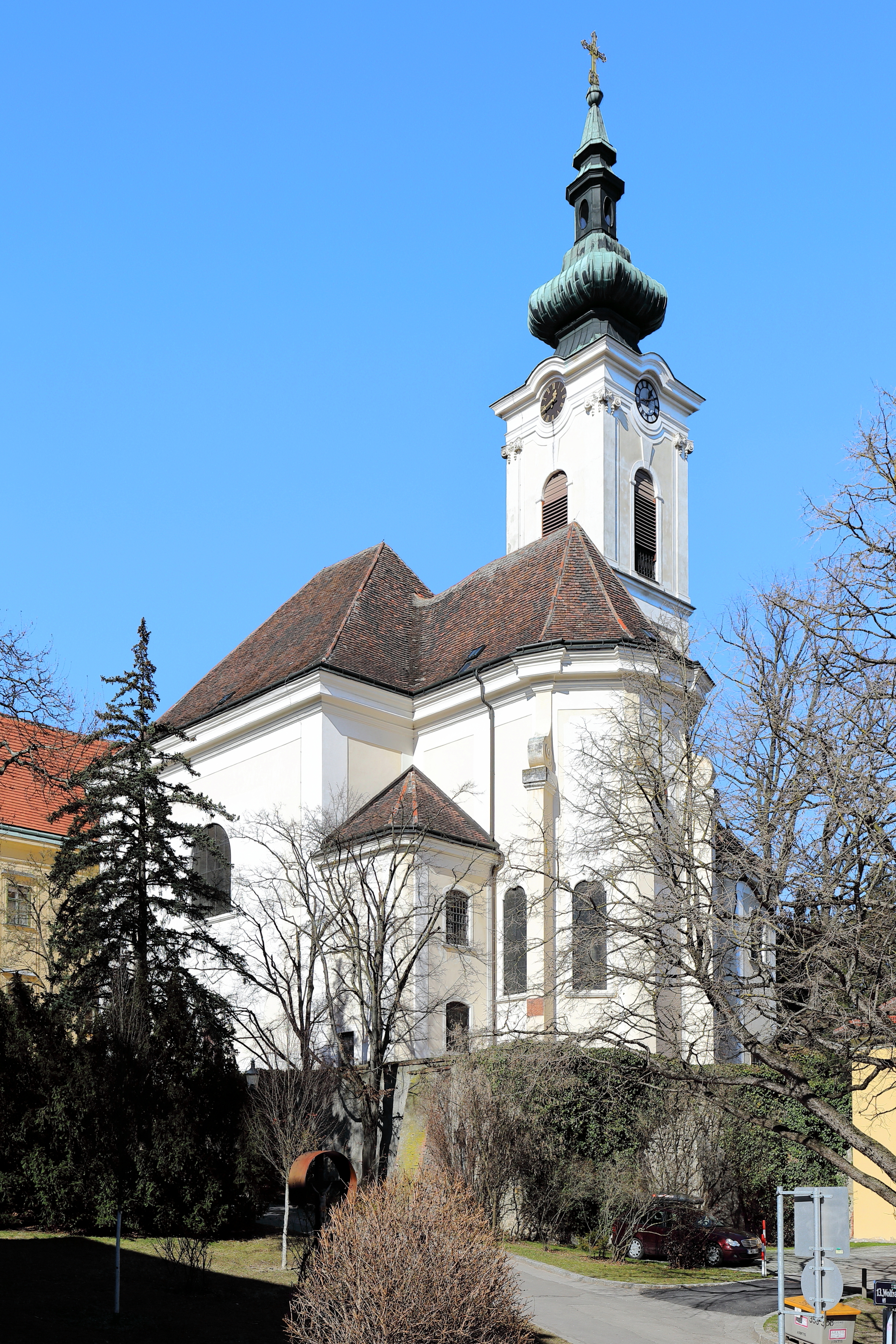
Église Ober-St.-Veit

Ober-St.-Veit (officiellement écrit avec traits d'union; mais souvent rencontré sans) est une partie du 13e arrondissement de Vienne, Hietzing, et une des 89 communautés cadastrales de Vienne. Anciennement nommée St. Veit an der Wien avant la séparation d'avec le faubourg de Unter Sankt Veit dans les années 1850–1870, le village formait une commune autonome de Basse-Autriche jusqu'à sa réunion à la ville de Vienne en 1892.

## Géographie

### Frontières
- Nord: Markwardstiege, Erzbischofgasse, Seuttergasse en direction du Hietzinger Kai puis la frontière suit la Vienne jusqu'à la Mantlergasse
- Est: Spohrstraße, Beckgasse, Mühlbachergasse, Nothartgasse, Veitingergasse, Wolkersbergenstraße
- Sud: dans l'hôpital de Hietzing au bord de la forêt de Hörndlwald et Joseph-Lister-Gasse
- Ouest: Murs du Lainzer Tiergarten

### Sommets
- Himmelhof 370 m (la prairie de Hagenberg, 406 m est située à Auhof)
- Girzenberg 285 m
- Trazerberg 277 m
- Roter Berg 262 m

## Histoire

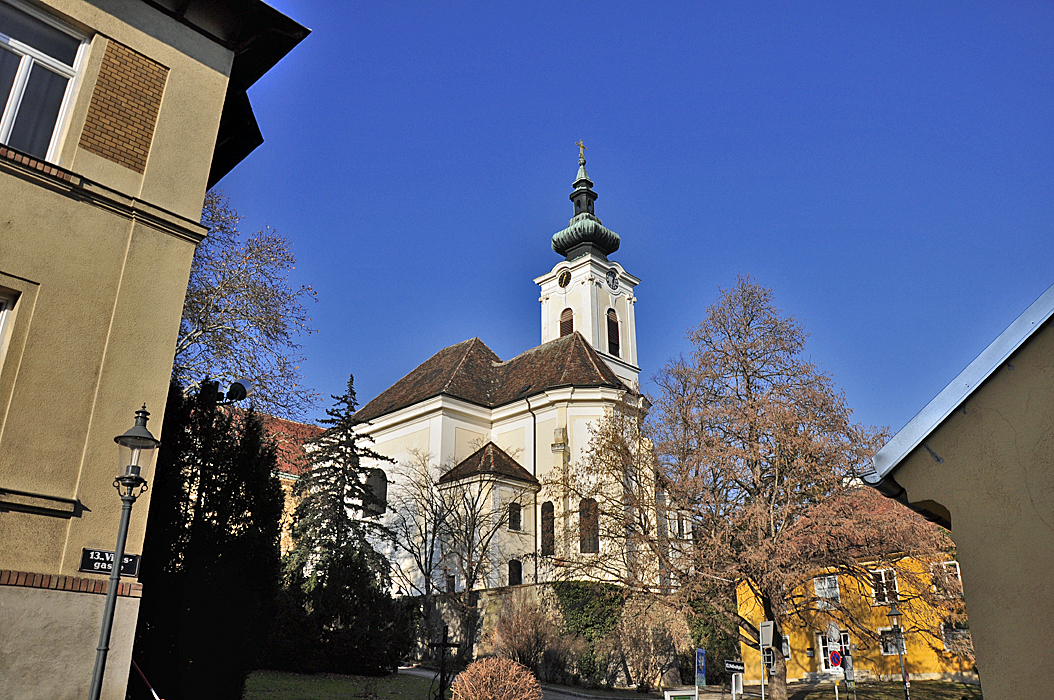
Église

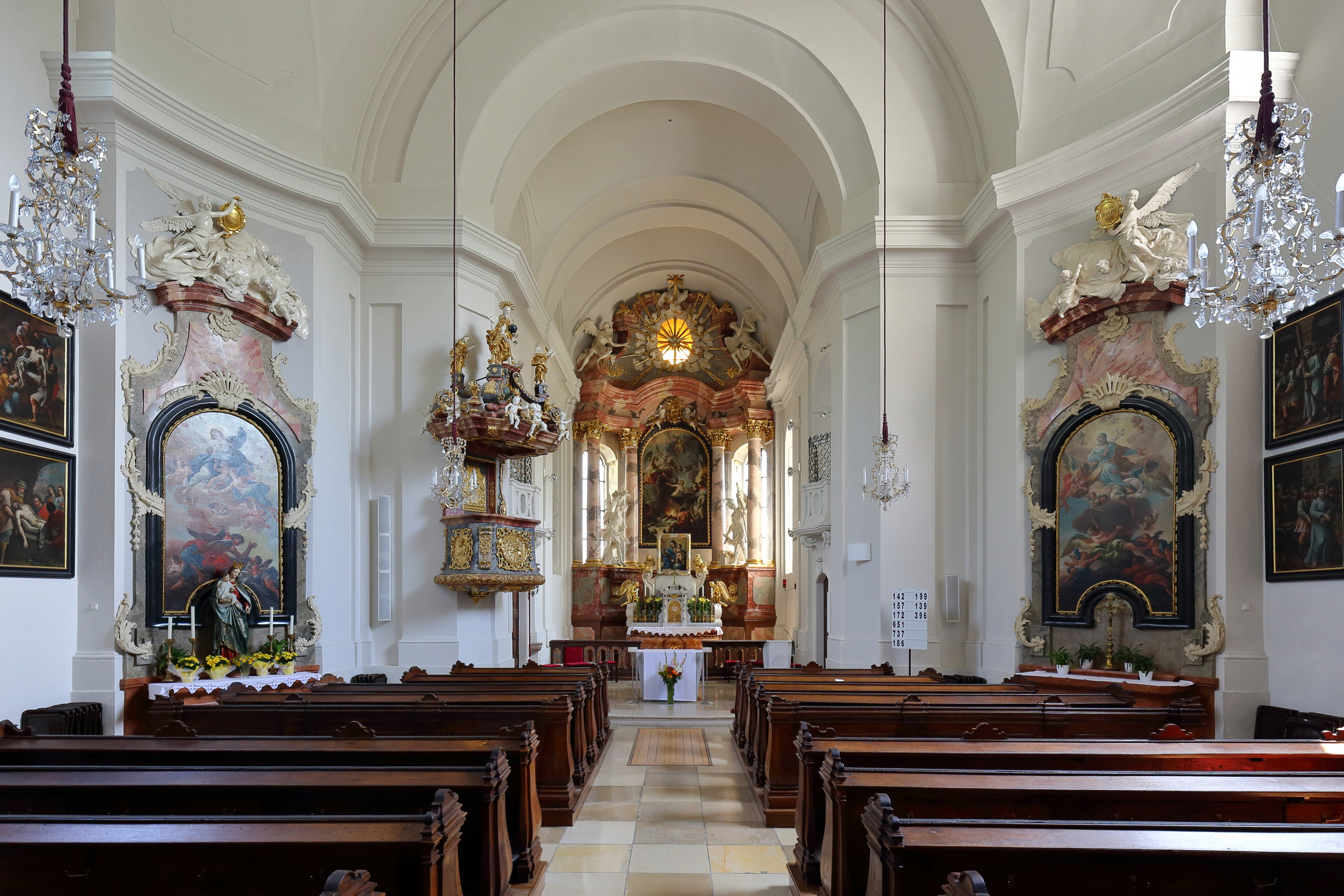
Intérieur

On a découvert en 1969 des vestiges paléolithiques sur le territoire de Ober-St.-Veit, témoignant de la plus ancienne trace de vie à Vienne (environ -25 000 à -20 000). La première trace écrite date de 1015, il s'agit d'un don du duc Henri II d'Autriche aux frères de la cathédrale de Bamberg. Sankt Veit (équivalent de Saint Guy en français) a également porté les noms de Godtinesfeld, An der Wien (sur la Vienne) ou Auf der Wien. Le village a souffert au XVe siècle du passage des troupes de Matthias Corvin et a été dévasté pendant les sièges de Vienne de 1529 et 1683.
En 1762 le cardinal Christoph Bartholomäus Anton Migazzi vend la seigneurie et le château de St. Veit à l'impératrice Marie-Thérèse; une liaison routière vers Schönbrunn est construite, celle-ci deviendra en 1894 la Hietzinger Hauptstraße.
L'archidiocèse rachète ces biens en 1779 et utilise par la suite le château de Ober-St.-Vei comme résidence d'été. De nombreux artisans et paysans se regroupent alors autour du château. La vigne occupe tout d'abord le premier plan, mais de longues sècheresses et des épidémies de phylloxéra, l'activité agricole se recentre au XIXe siècle sur la production laitière (plus de 150 vaches et le 2 grandes laiteries des familles Glasauer et Wimpissinger). À partir du XIXe siècle de nombreux nobles établissent leur résidence d'été à Ober-St.-Veit.
Au début du XIXe siècle, une nouvelle implantation est autorisée entre l'ancien village et Hietzing, entraînant la création d'un faubourg qui deviendra plus tard Unter Sankt Veit, peuplé majoritairement d'artisans. En 1850 est fondée la communauté de St. Veit an der Wien, commune autonome dépendante de la Basse-Autriche. Des conflits d'intérêts commencent à se faire sentir entre les deux composantes de la communauté, entraînant un projet de partition. En 1867, année du compromis austro-hongrois, la séparation est décrétée. Elle ne fut néanmoins effective qu'en 1870 et les tensions autour des régimes d'impôts perdurèrent encore par la suite.
Le 1er janvier 1892, les deux communautés sont intégrées à Vienne et au nouveau 13e arrondissement, nommé d'après le village principal, Hietzing. L'ancienne mairie, construite en 1857 se situait jusqu'en 1891 sur la Hietzinger Hauptstraße, numéro 164 (démoli en 1970)
Au cours de ces années, de nombres villas sont construites dans les champs entre Sankt Veint et Hientzing, faisant de Ober-St.-Veit un des principaux quartiers nobles de Vienne. En 1905 le maire Karl Lueger place Ober-St.-Veit en zone verte protégée comprenant également le Himmelhof (partie du Lainzer Tiergarten). Celui-ci sera en 1897-1899 le siège de la communauté intentionnelle artistique "Humanitas" du peintre et réformateur social Karl Wilhelm Diefenbach.
Pendant l'occupation de 1945 à 1955, Ober-St.-Veit se trouve dans le secteur britannique.

## Sport
On trouve à Ober St. Veit deux clubs de football : l'ASK Ober St. Veit (fondé en 1969) et le FC Ober St. Veit (fondé 2007).

## Transports
Ober St Veit est desservi par la ligne U4 du métro de Vienne. La station, située entre la rivière Vienne et le Hietzinger Kai et datant de 1898 est due à l'architecte Otto Wagner.

## Parcs

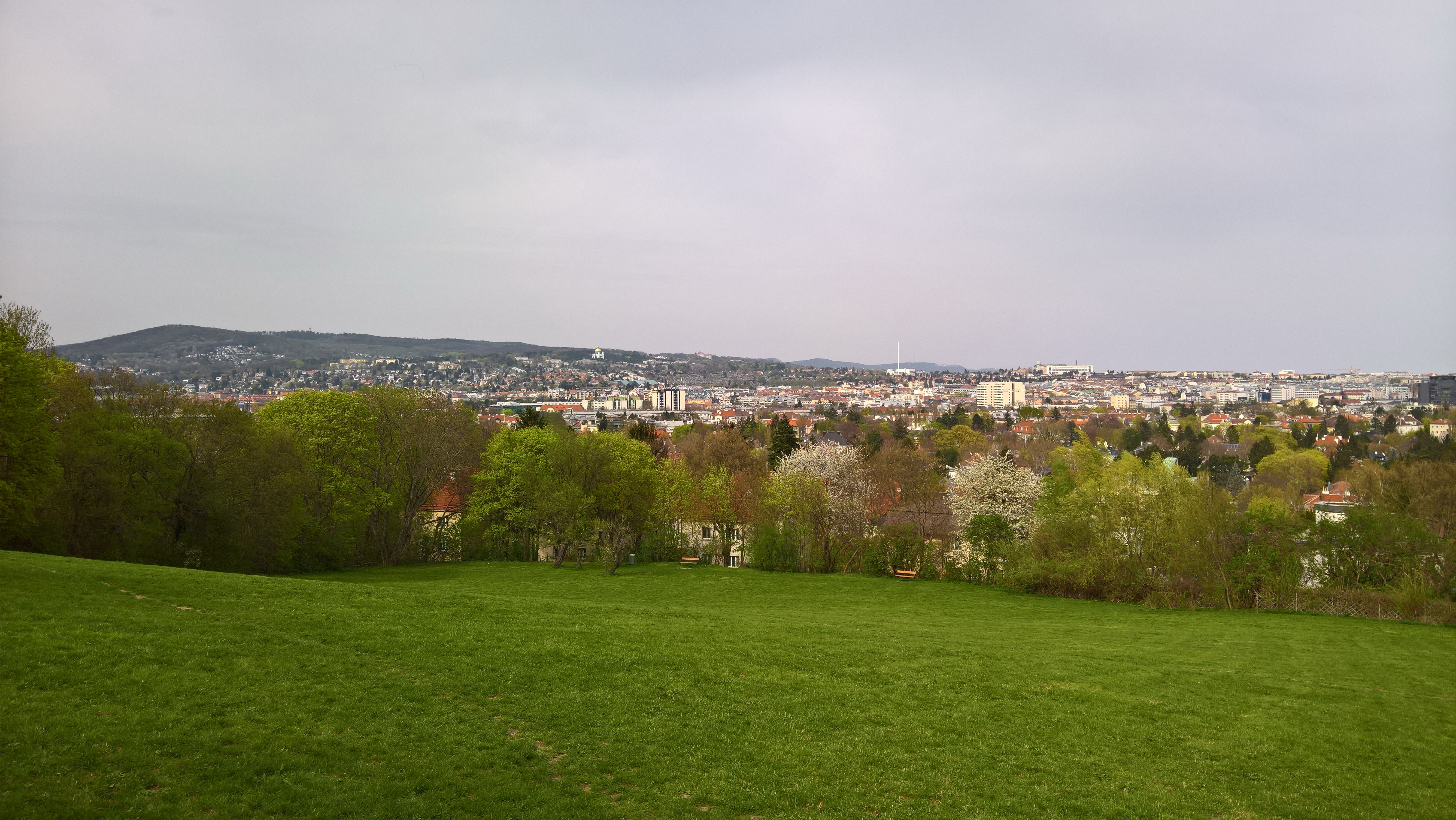
Vue depuis le Roter Berg en direction du Steinhof

- Le Lainzer Tiergarten (rattaché à la communauté cadastrale de Auhof) est accessible depuis la St. Veiter Tor.
- Le Roter Berg

## Monuments remarquables

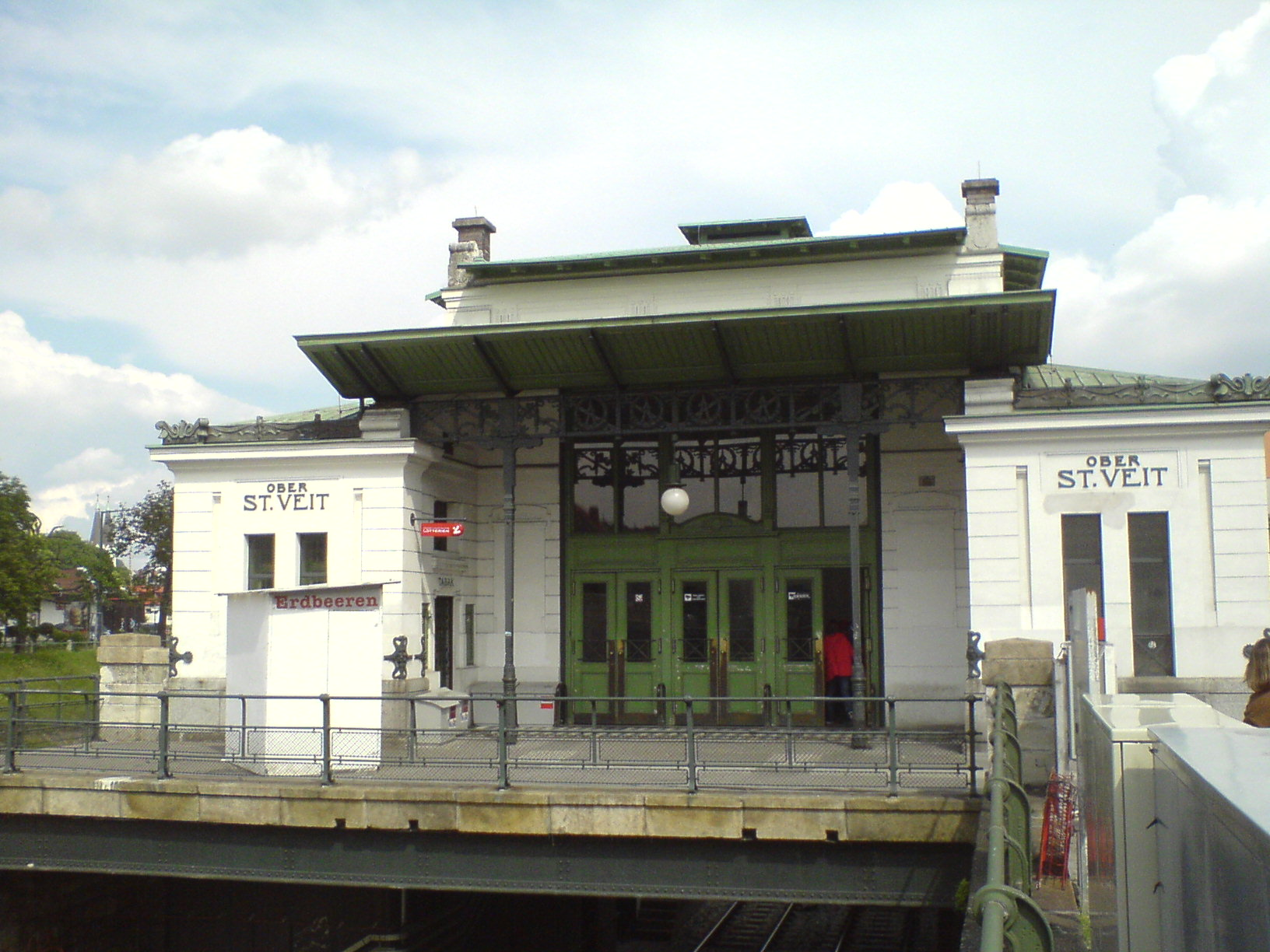
Station de Otto Wagner

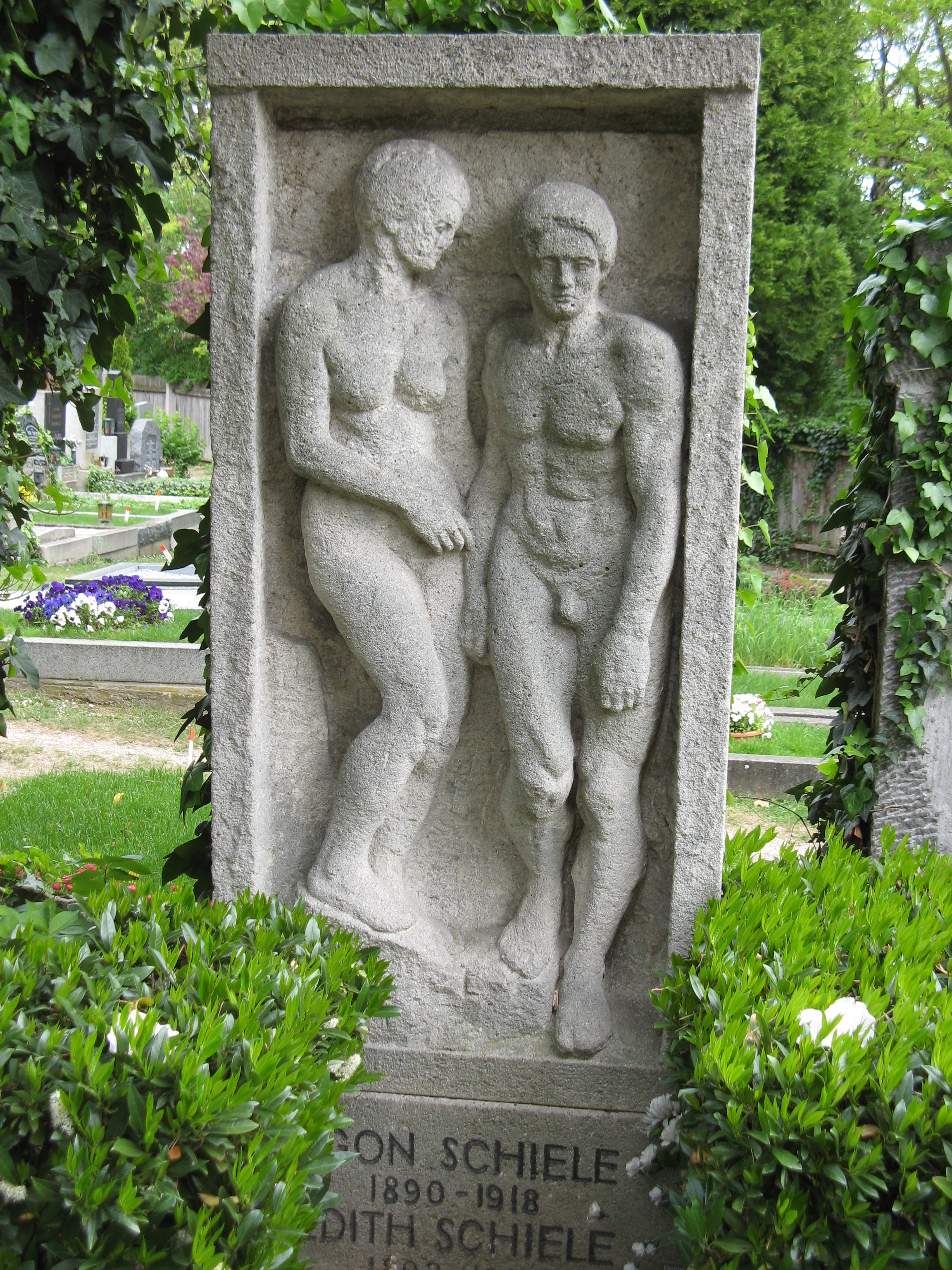
Tombe de Edith et Egon Schiele

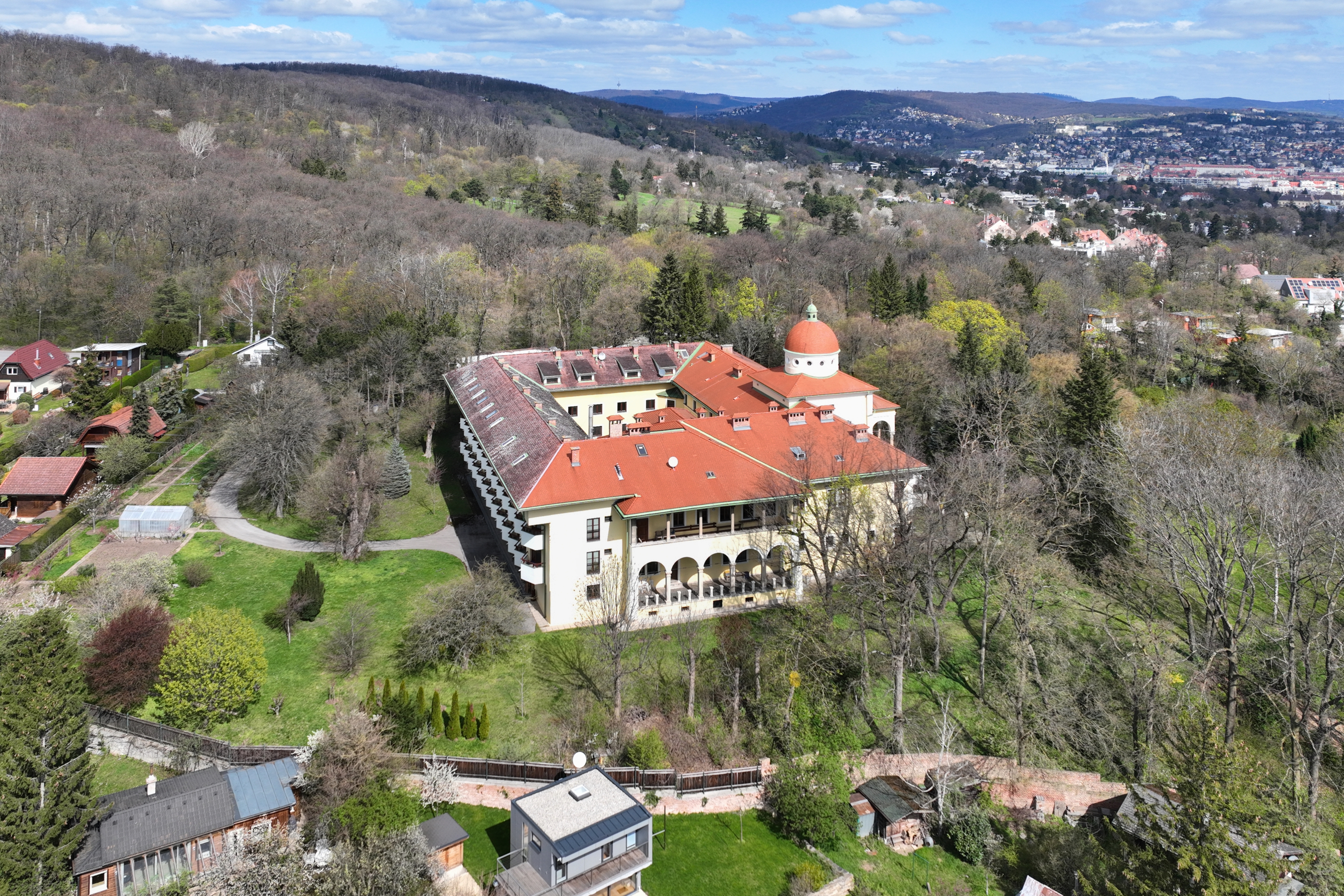
Faniteum

- Château archiépiscopal sur la Wolfrathplatz, résidence seigneuriale en 1194, offert en 1365 par le duc Rodolphe IV d'Autriche au chapitre de la Cathédrale Saint-Étienne de Vienne, détruit en 1529 par les turcs. Dans les années 1650–1654 il est reconstruit par ordre du prince-évêque Philipp Friedrich von Breuner sous la forme d'un palais baroque. L'architecte en est Domenico Carlone. Le château a conservé depuis son apparence, à l'exception de la tour, retirée par Sigismund von Kollonitz en 1742, et des transformations de Nikolaus Pacassi en 1762/77. Il abrite des fresques de Johann Baptist Wenzel Bergl. Il reste la résidence d'été des archevêques de Vienne jusque dans les années 1930.
- Eglise baroque d'Ober-St.-Veit sur la Wolfrathplatz, bâtiment primitif cité en 1365, reconstruit en 1433, détruit en 1529 et 1683, chœur gothique tardif, nef datant de 1742
- Cimetière d'Ober-St.-Veiter, abritant la tombe d'Egon Schiele
- La station de métro U4 Ober St. Veit, d'Otto Wagner
- Maisons Art-nouveau, Schlossberggasse 14 par Otto Wagner junior, fils d'Otto Wagner
- Faniteum, aujourd'hui cloître de l'Ordre du Carmel[2]
- Couvent et lycée des Dominicains, Schlossberggasse[3]

## Personnalités
- Rudolf Slatin titré par le khédive en Slatin Pascha (1857-1932), colonel de l'armée d'Égypte, major de l'armée britannique.
- Franz Schmidt (1874-1939), compositeur du romantisme tardif, recteur à l'Académie de musique et des arts du spectacle de Vienne.
- Fritz Moravec (1922-1997), alpiniste et chef d'expéditions en (Himalaya, Spitzberg, Aconcagua, Dhaulagiri)
- Egon Schiele (1890-1918), un des principaux peintres et dessinateurs de l'expressionnisme viennois.
- Karl Wilhelm Diefenbach (1851-1913), peintre et réformateur de la culture, a fondé en 1897 sur le "Himmelhof" au-dessus d'Ober St. Veit la commune d'artistes "Humanitas"
- Karl Popper (1902-1994), philosophe

## Littérature
- Josef Holzapfel: Alltagsleben in Ober St. Veit. Sutton, Erfurt 2010,  (ISBN 978-3-86680-602-3).
- Josef Holzapfel: Historisches Ober St. Veit, Vienne 2009,  (ISBN 978-3-200-01737-5).
- Hermann Müller (Hg.): Himmelhof. Urzelle der Alternativbewegung, Vienne 1897-1899. Umbruch-Verlag, Recklinghausen 2011,  (ISBN 978-3-93772608-3).